# セトレ
セトレ（朝鮮語: 세또래、日本語訳: 同年世代）は、韓国の音楽グループである。
1980年代後半に韓国でアイドル的な人気を獲得したグループの先駆けである。ただし、後述されているように今日K-POPアイドルグループとは曲構成やグループの性格が多く異なるため、「過渡的前身の女性グループ」としての評価が正確である。

## 概要
1987年、1986年に韓国でも人気を得た少女隊のコンセプトに沿って結成、グループ名はメンバー全員が159cmの身長で19歳の同い年という意味で名付けられた。
1988年6月、「君を愛している<그대를 사랑해>」でデビュー。既存の女性グループと差別化された現代型ガールズグループとして韓国歌謡界に登場し、女性グループらしい爽やかなルックスと破格的なダンス・パフォーマンスを披露して注目を集める。しかし、当時はダンス音楽が歌謡界の主流ではなく、女性グループを好む市場も活性化されていなかったため、二流歌手程度の評判しか得られなかった。それでも「土曜日!土曜日は楽しい」や「歌謡トップ10」のような音楽番組によく出演した。
1989年に2集を発表した後、キム・ジョンイムが米国に移住するという事情で脱退し、グループは解散。
1980年代当時の韓国芸能界では歌手に対して¨アイドル¨と呼ぶことは一般的ではなく、音楽面でもトロットのテンポを速くしたような歌謡曲に近い音楽で活動も比較的短期間のため、「日本のアイドルを模倣した企画モノグループ」といった印象が強い。また現在、彼女たちの活躍や音楽などに影響を受けたアイドルグループの登場は皆無であるため、基本的にK-POPとしては扱わない。
セトレの解散後、1992年にソテジワアイドゥルの女性版として結成されたAPPLEや1993年にCFモデル出身メンバーで結成されたS.O.S等のガールズグループがアイドルコンセプトを試みてデビューしたが、これらのグループの活躍は大衆的に成功を収めることはできなかった。よって韓国で初めてアイドルコンセプトのK-POPガールズグループとして大衆的・継続的に成功を収めたのは事実上、1997年にデビューした第1世代の「S.E.S.」から始まる。

## メンバー
- キム・ジョンイム
- ウ・ユナ
- イ・ヒジョン

## ディスコグラフィー
- 1集「君を愛している」(1988年)
- 2集「SETORAE」(1989年)

## 出演

### テレビ番組
- 『KBS全国のど自慢』(KBS)
- 『土曜日、土曜日は楽しい』(MBC)
- 『歌謡トップ10』(KBS)

### コマーシャル
- アンデルセン製菓「棒チョコレート」（1988年）